# Passaport

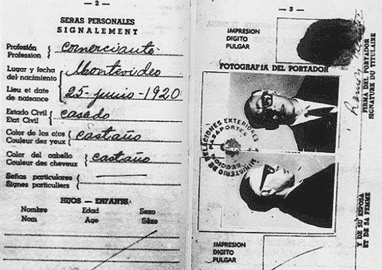
Passaport (fals) d'en Che Guevara

Un passaport és un document d'identificació personal amb validesa internacional, que identifica el seu titular, expedit per les autoritats d'un país, que acredita el permís o autorització legal a la persona que n'és titular per tal que passi una frontera, pels ports internacionals.

## Història
Una de les primeres referències a passaports es troba al llibre bíblic de Nehemiah, quan pels volts del 450 aC Nehemiah, un rei que servia l'oficial Artaxerxes de la Pèrsia antiga, va demanar permís per viatjar a Judah. El rei acceptà i li donà una carta "als governadors més enllà del riu" que demanaven passatge segur per a ell mentre viatjava a través de les seves terres, Nehemiah 2:7-9.
El terme 'passaport' més probablement s'origina no a partir de ports de mar, sinó a partir de documents medievals dels quals s'exigeix que passin a través de la porta de parets de la ciutat. A l'Europa medieval, les autoritats locals lliuraven aquests documents a qualsevol viatger, i generalment contenien una llista de pobles i ciutats a través de les quals es permetia el pas del viatger. Aquest sistema va continuar a França, per exemple, fins als anys 1860. Durant aquesta aquesta època, els passaports no se solien exigir per a viatjar a ports marítims, que es consideraven punts de comerç oberts, però si que s'exigia per viatjar des del port fins a les ciutats d'interior. Així, els primers passaports sovint, però no sempre, incloïen una descripció física del titular, i les fotografies no s'hi afegeixen fins a les primeres dècades del segle xx.

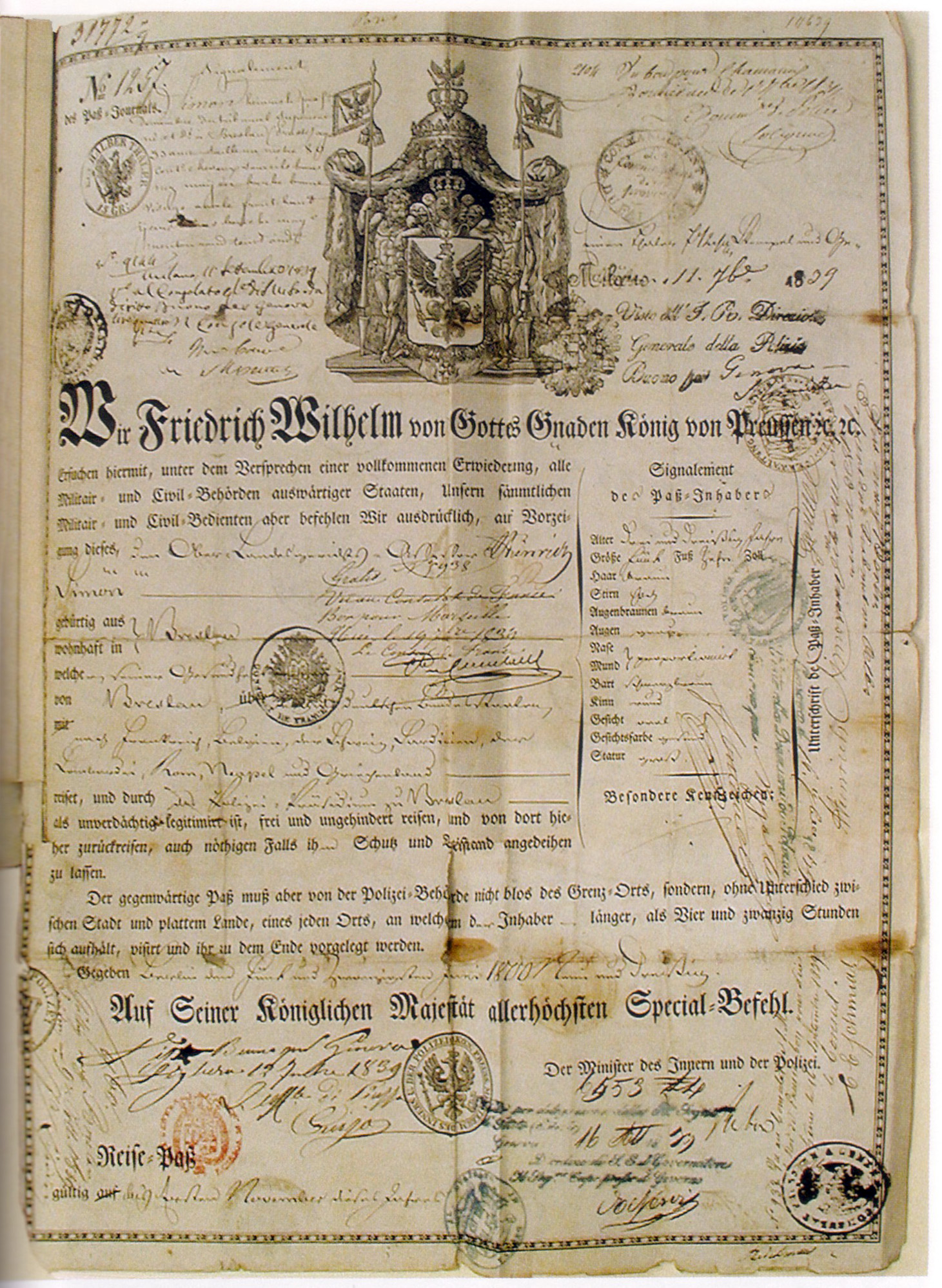
Passaport Prussià del 1839

## Forma
Els primers passaports no tenien fotografia, i només s'hi indicava el nom, nacionalitat, descripció física i autorització per a sortir i tornar al país. Aviat, es va atorgar el passaport en una espècie de quadern o llibretera, on s'anotaven els ingressos i sortides del país, i on s'inserien les autoritzacions d'altres països per a ingressar i sortir d'ells, que es van denominar vises; al mateix temps, se li va donar al document validesa internacional, sempre subjecta a la condició que els països es reconeguin entre si. De manera progressiva, i per a evitar la falsificació del document, es van anomenar les pàgines i es va afegir la fotografia del titular, en principi engomada. Després es va utilitzar paper seguretat, que no ha deixat d'evolucionar (actualment és fabricat amb similars mesures que els papers amb què es fabrica el paper moneda); es van afegir perforacions fins que, avui, la fotografia del titular s'imprimeix directament al quadern mitjançant un procediment fotomecànic. Les tintes també contribuïxen en el propòsit de fer complexa o impossible la duplicació il·legal dels passaports. Les mesures de seguretat que tenen els passaports estan sent revisades, especialment davant el temor dels Estats Units d'Amèrica i el Regne Unit de nous atemptats terroristes perpetrats per viatgers internacionals.

## Seguretat
Un dels principals problemes de les companyies aèries (gairebé tots els passaports s'empren als aeroports) radica en el fet que molts passatgers realitzen viatges utilitzant passaports falsos i/o manipulats, comportant greus costos per a les agències que es veuen obligats a repatriar al passatger. Les mesures de seguretat en els passaports han canviat amb el temps, passant des dels primers segells mullats (els coneguts segells de tinta) fins a arribar als passaports bio-mètrics d'avui dia, on un petit xip integrat en el passaport revela totes les dades necessàries de l'amo del document. Entre les mesures de seguretat més utilitzades avui dia es troben la micro impressió, lletra de molt petita grandària impossible de realitzar amb una impressora convencional; el relleu de tacte rugós de certs dibuixos del passaport; la tinta OVI (Optical variable ink) o tinta canviant de color segons l'angle d'inclinació, utilitzada també en els bitllets de 50,100, 200 i 500 euros; i els dígits de control, operació que es realitza aplicant una fórmula matemàtica als nombres que es troben en el peu de la pàgina biogràfica del document.

## La visa
Vegeu també: Visat
És l'autorització d'ingrés i sortida, que atorga el país visitat al titular i que ha d'inserir-se al passaport. La visa ha sofert variacions, en principi s'agregaven al passaport mitjançant segells i anotacions en tinta, en l'actualitat molts països utilitzen mètodes fotomecànics per a plasmar el visat en els passaports.

## Vigència
En cada país es fixen diversos terminis de vigència als passaports, amb la finalitat de revisar periòdicament la documentació dels titulars, substituir els passaports anteriors per altres més moderns, dotats de noves mesures de seguretat i, per descomptat, també pels ingressos que s'obtenen en cada bescanvi i en cada visat.